# Styczeń 2021

## 31 stycznia
- Odbył się 29. Finał Wielkiej Orkiestry Świątecznej Pomocy[1].
- W rozegranych w Egipcie mistrzostwach świata piłkarzy ręcznych triumfowała reprezentacja Danii[2].

## 30 stycznia
- W wyniku wybuchu samochodu pułapki w okupowanym przez Turcję mieście Afrin w północnej Syrii zginęło co najmniej pięć osób, a 22 zostały ranne. Według Ministerstwa Obrony Turcji za atak odpowiedzialne są kurdyjskie Powszechne Jednostki Ochrony[3].
- W wyniku szturmu bandytów z Asz-Szabab na hotel Afrik w Mogadiszu w Somalii i wysadzenia się przed nim zamachowcy-samobójcy zginęło pięć osób, w tym były generał wojska somalijskiego, a dziesięciu cywilów zostało rannych. Z kolei trzej inni napastnicy zostają zabici podczas strzelaniny z siłami bezpieczeństwa[4].
- Wielka Brytania ogłosiła, że zamierza przystąpić do umowy o całościowym i progresywnym partnerstwie transpacyficznym (CPTPP), która stanowi blok handlowy 11 krajów Azji i Pacyfiku. Wielka Brytania będzie pierwszym krajem nie założycielskim, który złoży wniosek o przystąpienie do bloku[5].
- Prezydent RP Andrzej Duda nadał pośmiertnie Order Orła Białego prof. Franciszkowi Kokotowi[6].
- Ks. Marcin Makula został konsekrowany na biskupa Ewangelickiego Duszpasterstwa Wojskowego[7].

## 29 stycznia
- W wieku 77 lat zmarł Hilton Valentine, angielski muzyk, gitarzysta zespołu The Animals. Jego autorskie riffy gitarowe w utworach Baby Let Me Take You Home i The House of the Rising Sun przyczyniły się do wywindowania utworów na pierwsze miejsca notowań muzycznych w wielu krajach, w tym w Anglii i Stanach Zjednoczonych[8][9].
- Pięć osób zginęło w pożarze obiektu COVID-19 w szpitalu Matei Balș w Bukareszcie w Rumunii[10].
- W wyniku katastrofy helikoptera, który rozbił się o wzgórze we wschodniej Kubie, zginęło pięć osób[11].

## 28 stycznia
- Sześć osób zmarło, a dziewięć innych było hospitalizowanych z powodu wycieku ciekłego azotu w zakładzie drobiarskim w Gainesville w stanie Georgia w Stanach Zjednoczonych[12].
- Prezydent Rosji Władimir Putin po rozmowach z prezydentem USA Joe Bidenem podpisał ustawę przedłużającą traktat o redukcji zbrojeń nuklearnych New START wraz ze Stanami Zjednoczonymi do 2026 roku[13].
- Portret młodego mężczyzny trzymającego medal autorstwa Sandro Botticellego został sprzedany za 92,2 mln dolarów w domu aukcyjnym Sotheby’s w Nowym Jorku. Czyni go to drugim najdroższym obrazem Botticellego, jaki kiedykolwiek został sprzedany na publicznej aukcji[14][15].

## 27 stycznia
- W wyniku zderzenia autobusu z ciężarówką w mieście Dschang w Regionie Zachodnim w Kamerunie zginęły 53 osoby, a 29 zostało rannych, w tym wiele z poważnymi oparzeniami[16].
- Demokraci w Senacie Stanów Zjednoczonych wprowadzili ustawę, która uczyniłaby Waszyngton 51. stanem[17].
- Agencja UE ds. Bezpieczeństwa Lotniczego zezwoliła na powrót samolotu pasażerskiego Boeing 737 MAX do służby w przestrzeni powietrznej Unii Europejskiej[18].
- Bulletin of the Atomic Scientists na Uniwersytecie Chicagowskim opublikował najnowsze wskazania „zegara zagłady”. Według raportu, zegar wciąż wskazuje godzinę 23:58:20, na którą został ustawiony w 2020 roku[19][20].

## 26 stycznia
- Tornado w Fultondale w stanie Alabama spowodowało śmierć jednej osoby, 28 zostało rannych[21].
- Zaprzysiężono nowy rząd Estonii, na jego czele stanęła Kaja Kallas[22][23].
- Senat Stanów Zjednoczonych przegłosował 78–22 wybór Antony’ego Blinkena na 71. sekretarza stanu[24].

## 25 stycznia
- Dwóch wyższych przywódców Tehrik-i-Taliban i trzech innych bojowników zostało zabitych podczas dwóch oddzielnych operacji bezpieczeństwa w Północnym Waziristanie w Chajber Pasztunchwie w Pakistanie[25].
- W wyniku cyklonu Eloise, który przeszedł przez środkowy Mozambik, zginęło co najmniej 13 osób. Ponad 8000 ludzi zostało bez dachu nad głową. Poważne powodzie odnotowano również w Eswatini, RPA i Zimbabwe[26].
- Senat Stanów Zjednoczonych przegłosował 84–15 wybór Janet Yellen na stanowisko sekretarza skarbu. Jest pierwszą kobietą, która stanęła na czele departamentu skarbu[27]
- Pandemia COVID-19: Według stanu na 25 stycznia liczba potwierdzonych zachorowań na całym świecie przekroczyła 100 milionów osób, zaś liczba zgonów to ponad 2 miliony[28].

## 24 stycznia
- Urzędujący prezydent Marcelo Rebelo de Sousa zwyciężył w I turze wyborów prezydenckich w Portugalii, zdobywając ok. 60% głosów[29].
- Sześciu żołnierzy malijskich zostało zabitych, a 18 innych zostało rannych w wyniku ataków dżihadystów w centralnym regionie Mopti. Wojsko podało również, że w starciach zginęło około 30 bojowników[30].
- 11 górników, którzy zaginęli dwa tygodnie temu po zawaleniu się kopalni złota w Qixia w Szantung w Chinach, zostali uratowani żywi. Kolejny górnik został znaleziony martwy, z kolei 10 innych nadal nie odnaleziono[31].
- W wyniku katastrofy samolotu w Palmas w stanie Tocantins w Brazylii, zginęło czterech piłkarzy Palmas Futebol e Regatas, prezes drużyny Lucas Meira oraz pilot[32].
- SpaceX z powodzeniem wystrzelił na orbitę rekordową liczbę 143 satelitów na jednej rakiecie podczas misji Transporter-1. Ładunek składał się ze 120 CubeSatów, 12 mikrosatelitów, 10 satelitów Starlink i 1 transferowego. Jest to również dziewiczy lot dozownika satelitarnego SHERPA-FX[33].

## 23 stycznia
- 11 członków bojowników Sił Mobilizacji Ludowej zginęło, w tym dowódca brygady, a dziesięciu innych zostało rannych w zasadzce bojowników Państwa Islamskiego na wschód od Tikritu[34].

## 22 stycznia
- Według Ludowych Sił Obronnych Ugandy zostało zabitych 189 bojowników Asz-Szabab podczas operacji wojskowej na południowy zachód od stolicy Somalii Mogadiszu, a także zniszczono szereg sprzętu wojskowego używanego przez grupę terrorystyczną[35].
- Wejście w życie Traktatu o zakazie broni jądrowej, zakazującego opracowywania, testowania, produkcji, magazynowania, transferu i używania broni jądrowej w 51 krajach. Jednak największe światowe potęgi atomowe nie poparły tego międzynarodowego porozumienia[36].
- Senat Stanów Zjednoczonych przegłosował 93–2 wybór generała Lloyda Austina na stanowisko sekretarza obrony. Jest pierwszym Afroamerykaninem, który stanął na czele Pentagonu[37].
- Alphabet poinformował o zamiarze zamknięcia swojej spółki zależnej Loon, która zapewniała bezprzewodową sieć powietrzną za pośrednictwem balonów na dużych wysokościach, twierdząc, że nie jest „opłacalna komercyjnie”[38].

## 21 stycznia
- W samobójczym zamachu na otwartym rynku w Bagdadzie w Iraku zginęły co najmniej 32 osoby, a 110 zostało rannych. Jest to pierwszy tak krwawy zamach od czasu, gdy Państwo Islamskie poniosło klęskę militarną w 2017 roku[39].
- 15 osób zginęło, a 11 zostało rannych w pożarze domu starców w Charkowie na Ukrainie[40].
- W zakładzie kruszenia głazów w Abbalagere w dystrykcie Shivamogga w indyjskim stanie Karnataka doszło do wybuchu ciężarówki, przewożącej laski żelatyny, w wyniku czego zginęło ośmiu pracowników[41].
- Pięć osób zginęło w pożarze w zakładzie Serum Institute of India w Pune, w stanie Maharasztra w Indiach[42].
- Surangel Whipps Jr. został zaprzysiężony na prezydenta Palau.

## 20 stycznia
- Joe Biden i Kamala Harris zostali zaprzysiężeni na, odpowiednio, 46. prezydenta i 49. wiceprezydenta Stanów Zjednoczonych[43][44].
- Łódź przewożąca migrantów z Afryki Zachodniej wywróciła się na Morzu Śródziemnym u wybrzeży Libii, w wyniku czego zginęły 43 osoby[45].
- W wyniku wybuchu spowodowanego wyciekiem gazu w rezydencji księży w Madrycie w Hiszpanii zginęły trzy osoby, a jedenaście zostało rannych[46].

## 19 stycznia
- Naukowcy odkryli, że WASP-107b jest planetą o niewielkiej masie. WASP-107b to egzoplaneta tego samego rozmiaru, co Jowisz, ale ma dziesięć razy mniejszą masę. Położona jest 212 lat świetlnych od Ziemi[47][48][49].

## 18 stycznia
- Pandemia COVID-19: Według Uniwersytetu Johna Hopkinsa liczba potwierdzonych zachorowań na COVID-19 na całym świecie przekroczyła 95 milionów, zaś liczba zgonów 2,03 miliona. W tydzień przybyło ponad 5 milionów przypadków choroby. Najwięcej zachorowań było w USA, Indiach, Brazylii, Rosji i Wielkiej Brytanii[50][51].

## 17 stycznia
- Sześć osób zginęło w wyniku powodzi i osunięć ziemi, które dotknęły dziewięć podokręgów i 33 dzielnice w mieście Manado, w prowincji Celebes Północny w Indonezji[52].

## 16 stycznia
- Helikopter Bell UH-1 Iroquois filipińskich sił powietrznych rozbił się w łańcuchu górskim Pantaron w prowincji Bukidnon na Filipinach, w wyniku czego zginęło wszystkich siedmiu członków załogi[53].
- Pięć osób zmarło z powodu zatrucia się tlenkiem węgla podczas wypadku w domu opieki w Lanuvio (Lacjum) we Włoszech. Siedem innych osób w stanie krytycznym trafiło do szpitala[54].
- Armin Laschet został nowym przewodniczącym Unii Chrześcijańsko-Demokratycznej (CDU)[55].
- Producenci samochodów Fiat Chrysler i Groupe PSA sfinalizowali umowę o fuzji 50-50, tworząc firmę Stellantis. Tym samym nowa korporacja stała się czwartym pod względem wielkości producentem samochodów na świecie[56].
- Grupa dziesięciu Nepalczyków dokonała pierwszego zimowego wejścia na K2, ostatni niezdobyty do tej pory ośmiotysięcznik[57].
- W wyborach prezydenckich w Ugandzie zwyciężył Yoweri Museveni zdobywając 58,64% głosów[58].

## 15 stycznia
- Trzęsienie ziemi o sile 6,2 w skali Richtera nawiedziło kabupaten Majene na wyspie Celebes w Indonezji, zabijając co najmniej 42 osoby i raniąc ponad 820 innych. Według USGS epicentrum znajdowało się 36 km na południe od miasta Mamuju, na głębokości 18 km[59][60].
- Kanadyjska sieć sklepów wielobranżowych Alimentation Couche-Tard wycofała swoją ofertę przejęcia francuskiego sprzedawcy detalicznego Carrefour, po tym, jak francuski rząd wyraził zamiar zawetowania umowy o wartości 16 miliardów euro (19,5 mld dolarów)[61].
- Pandemia COVID-19: Według stanu na 15 stycznia liczba potwierdzonych zachorowań na całym świecie to ponad 93 miliony osób, zaś liczba zgonów przekroczyła 2 miliony[62].

## 13 stycznia
- Hiszpańska firma telekomunikacyjna Telefónica ogłosiła, że sprzedaje swoje lokalizacje komórkowe w Europie i Ameryce Łacińskiej, będące własnością jej spółki zależnej Telxius, amerykańskiej firmie American Tower za szacunkową kwotę 7,7 miliarda euro (9,4 mld dolarów)[63].

## 12 stycznia
- W drodze z Kisangani do miasta Basoko w prowincji Tshopo w Demokratycznej Republice Konga doszło do zatonięcia barki na rzece Kongo. Według lokalnych władz w wyniku zdarzenia zginęło co najmniej sześć osób, a 19 uznano za zaginione[64].
- Osiem osób zginęło w pożarze budynku mieszkalnego w Jekaterynburgu w Rosji. Śledczy twierdzą, że przyczyną śmierci było zatrucie tlenkiem węgla[65].

## 11 stycznia
- Pandemia COVID-19: 11 stycznia liczba potwierdzonych zachorowań na całym świecie przekroczyła 90 milionów, zaś liczba zgonów wynosiła około 1,93 miliona. Najwięcej zakażeń było w Europie, gdzie odnotowano też 31% potwierdzonych zgonów[66].

## 10 stycznia
- W wyborach prezydenckich w Kirgistanie zwyciężył Sadyr Dżaparow zdobywając 79% głosów[67].
- W nocy z 9 na 10 stycznia w Pakistanie nastąpiła wielka awaria sieci elektrycznej, gdzie pozbawionych elektryczności zostało 200 mln ludzi z największych miast całym państwie[68].

## 9 stycznia
- Katastrofa samolotu Boeing B737-500, należącego do indonezyjskich linii lotniczych Sriwijaya Air[69].

## 7 stycznia
- Kongres Stanów Zjednoczonych zatwierdził wyniki wyborów prezydenckich w 2020 roku i uznał Joego Bidena prezydentem elektem Stanów Zjednoczonych[70].
- Kapitalizacja rynkowa kryptowalut po raz pierwszy osiągnęła 1 bilion dolarów[71].

## 6 stycznia
- Atak na Kapitol Stanów Zjednoczonych: zwolennicy Donalda Trumpa wtargnęli do Kapitolu, dokonując w nim aktów wandalizmu. Z tego powodu prace Kongresu zostały na kilka godzin przerwane[72][73].
- Polak Kamil Stoch wygrał 69. Turniej Czterech Skoczni; drugie miejsce zajął Niemiec Karl Geiger a trzecie Polak Dawid Kubacki[74].

## 5 stycznia
- W trakcie szczytu Rady Współpracy Zatoki Perskiej w Arabii Saudyjskiej podpisano umowę pokojową kończącą katarski kryzys dyplomatyczny. Dzień wcześniej Arabia Saudyjska zakończyła trwającą od czerwca 2017 roku blokadę przestrzeni powietrznej oraz granic lądowych i morskich z Katarem[75][76].
- Odbyły się wybory do Senatu Stanów Zjednoczonych w Georgii. Zwyciężyli demokraci Raphael Warnock i Jon Ossoff. Ich wygrane oznaczają, że Partia Demokratyczna przejmie kontrolę nad Senatem[77].

## 4 stycznia
- Pandemia COVID-19: Według stanu na 4 stycznia liczba potwierdzonych zachorowań na całym świecie przekroczyła 85 milionów osób, zaś liczba zgonów zbliża się do 2 milionów[78].

## 3 stycznia
- Co najmniej 18 osób zginęło podczas pogrzebu w Ghaziabad w stanie Uttar Pradesh w Indiach, kiedy zawalił się dach, pod którym schroniono się podczas intensywnych opadów deszczu[79].
- Nancy Pelosi z Partii Demokratycznej ponownie została wybrana na przewodniczącą (spikerkę) Izby Reprezentantów Stanów Zjednoczonych[80].

## 1 stycznia
- W noc sylwestrową we Francji zostało podpalonych 861 samochodów[81].
- Podczas obchodów Nowego Roku osiem osób w wieku 19 lat zmarło z powodu zatrucia tlenkiem węgla w domku w Tribistovie w Bośni i Hercegowinie[82].
- Kamieniec Ząbkowicki, Goraj, Kamionka, Sochocin, Solec nad Wisłą, Wiskitki, Dubiecko, Wodzisław, Budzyń oraz Koźminek uzyskały status miast[83].
- Po raz pierwszy w historii koncert noworoczny Filharmoników Wiedeńskich w Złotej Sali Wiedeńskiego Towarzystwa Muzycznego odbył się bez fizycznej obecności publiczności[84].
- Guy Parmelin objął urząd prezydenta Szwajcarii[85][86].